# صموئيل سوليفان
صموئيل سوليفان (بالإنجليزية: Samuel Sullivan)‏ هو قاضي ومحامي وسياسي أمريكي، ولد في 10 أبريل 1773 في ويلمنغتون في الولايات المتحدة، وتوفي في 15 أكتوبر 1853 في Falls Township, Muskingum County, Ohio ‏ في الولايات المتحدة. انتخب أمين صندوق الدولة ‏.